# 가지 아키라
가지 아키라(일본어: 加地 亮, 1980년 1월 13일 ~ )은 일본의 전 축구 선수로, 포지션은 수비수였다.

## 클럽 경력
효고현에서 태어났으며, 1998년 세레소 오사카에 입단하여 데뷔하였다.

## 국가대표팀 경력
그는 1999년 FIFA 세계 청소년 축구 선수권 대회에 참가할 일본 U-20 국가대표팀에 발탁되었으며, 3경기에 출전, 준우승에 기여했다.
그는 2003년 10월 8일 튀니지과의 경기에서 일본 국가대표팀에 데뷔했다. 2004년 AFC 아시안컵 우승에 기여했다. 그는 2006년 FIFA 월드컵에 출전하였는데, 그 이전에 있었던 독일과의 평가전에서 부상당해 첫 경기인 오스트레일리아전에 출전하지는 못했으나, 크로아티아와의 2차전을 앞두고 부상에서 복귀하여 크로아티아전과 브라질전은 정상 출전하였다. 그는 2008년 3월 부상 이후 대표팀에서는 제외되기 시작하였다. 그는 2008년까지 국제 A매치 통산 64경기에 출전, 2득점을 넣었다.

## 통계
| 일본 | 일본 | 일본 |
| 연도 | 출전 | 득점 |
| ---- | ---- | ---- |
| 2003 | 1    | 0    |
| 2004 | 20   | 0    |
| 2005 | 14   | 1    |
| 2006 | 14   | 0    |
| 2007 | 11   | 1    |
| 2008 | 4    | 0    |
| 통산 | 64   | 2    |